# Halte Hågerup
Halte Hågerup is een voormalige spoorweghalte bij het dorp Hågerup, Denemarken. Het station lag aan de spoorlijn Ringe - Faaborg die in 1882 was aangelegd door de Sydfyenske Jernbaner (SFJ).
De halte is op 1 oktober 1882 geopend als een verkooppunt van treinkaartjes. Deze werden verkocht vanuit het aldaar aanwezige baanwachtershuisje. In 1957 werd Hågerup omgevormd tot een reguliere halte.
Het reizigersverkeer tussen Ringe en Faaborg werd op 27 mei 1962 beëindigd, waarmee voor Hågerup ook een eind aan het spoorvervoer kwam. Het spoor is opgebroken. Op de oude spoorbaan is een wandel-/fietspad aangelegd. Het baanwachtershuisje is bewaard gebleven.